# (21545) Koirala
(21545) Koirala (1998 QO33) – planetoida z pasa głównego asteroid okrążająca Słońce w ciągu 5,29 lat w średniej odległości 3,04 j.a. Odkryta 17 sierpnia 1998 roku.